# Stasimuseum
Lo Stasimuseum si trova a Berlino nel quartiere di Lichtenberg. La sede del museo è stata sede dal 1950 al 1990 del Ministero Della Sicurezza di Stato della DDR. Il museo è una raccolta di oggetti, foto e documenti riconducibili all'attività della Stasi.

## La storia
Il Ministero per la Sicurezza dello Stato fu creato nel febbraio del 1950 e fu posto nell'attuale sede del museo. A seguito del crollo del Muro di Berlino il 15 gennaio 1990 numerosi dimostranti assalirono il palazzo al fine di preservare e non far disperdere l'ingente documentazione raccolta nella quarantennale attività della Stasi, che all'approssimarsi della Riunificazione tedesca stava venendo distrutto dal personale della Stasi per cancellare le prove dei propri crimini. Il 31 marzo 1990 il Ministero della Sicurezza dello Stato cessò di esistere. Al fine di preservare la memoria dell'attività di oppressione della Stasi il 7 novembre 1990 fu creato lo Stasimuseum. Nel 2010 il museo è stato trasferito provvisoriamente presso il blocco 22 di Ruschestraße 103, che si trova di fronte al blocco 1, sede storica del museo, in quanto tale edificio è in ristrutturazione. All'inizio del 2012, il museo è stato riportato nel suo edificio storico.

## Il museo

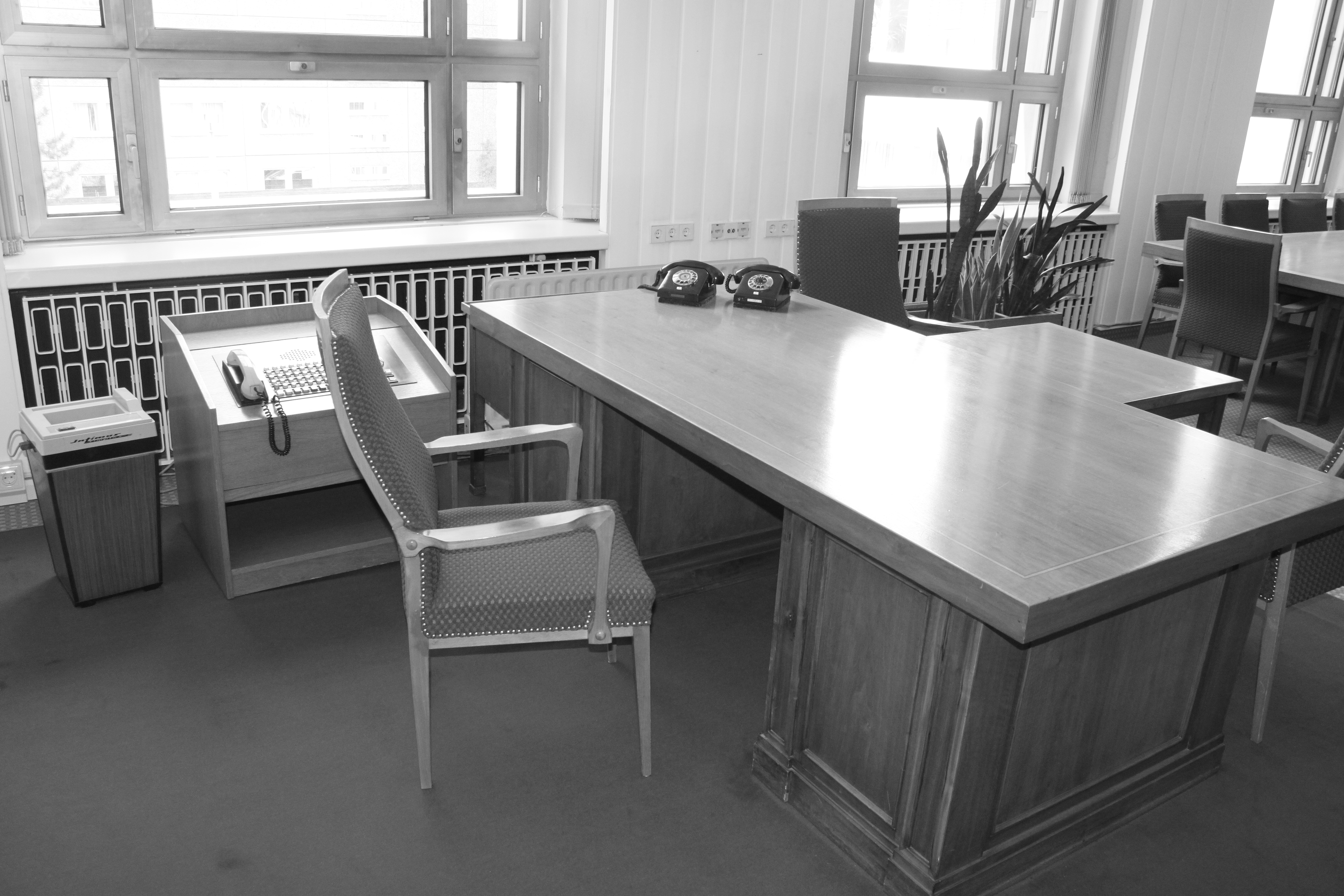
La scrivania di Erich Mielke

Attualmente il museo è suddiviso in due piani, la descrizione degli oggetti e dei documenti sono solo in tedesco. All'ingresso è possibile richiedere una breve guida in inglese. Gli oggetti contenuti sono principalmente riconducibili all'attività di spionaggio e intercettazione ambientale posta in essere dalla Stasi. Sono presenti testimonianze di persone perseguitate dalla Stasi. Sono inoltre conservati due barattoli in vetro contenenti pezzi di tessuto, per l'identificazione olfattiva dei sospetti. È stato ricostruito lo studio di Erich Mielke con l'originale scrivania. È presente inoltre una notevole quantità di foto e documenti riferibile a Mielke e al gruppo dirigente della Stasi.

## Galleria d'immagini

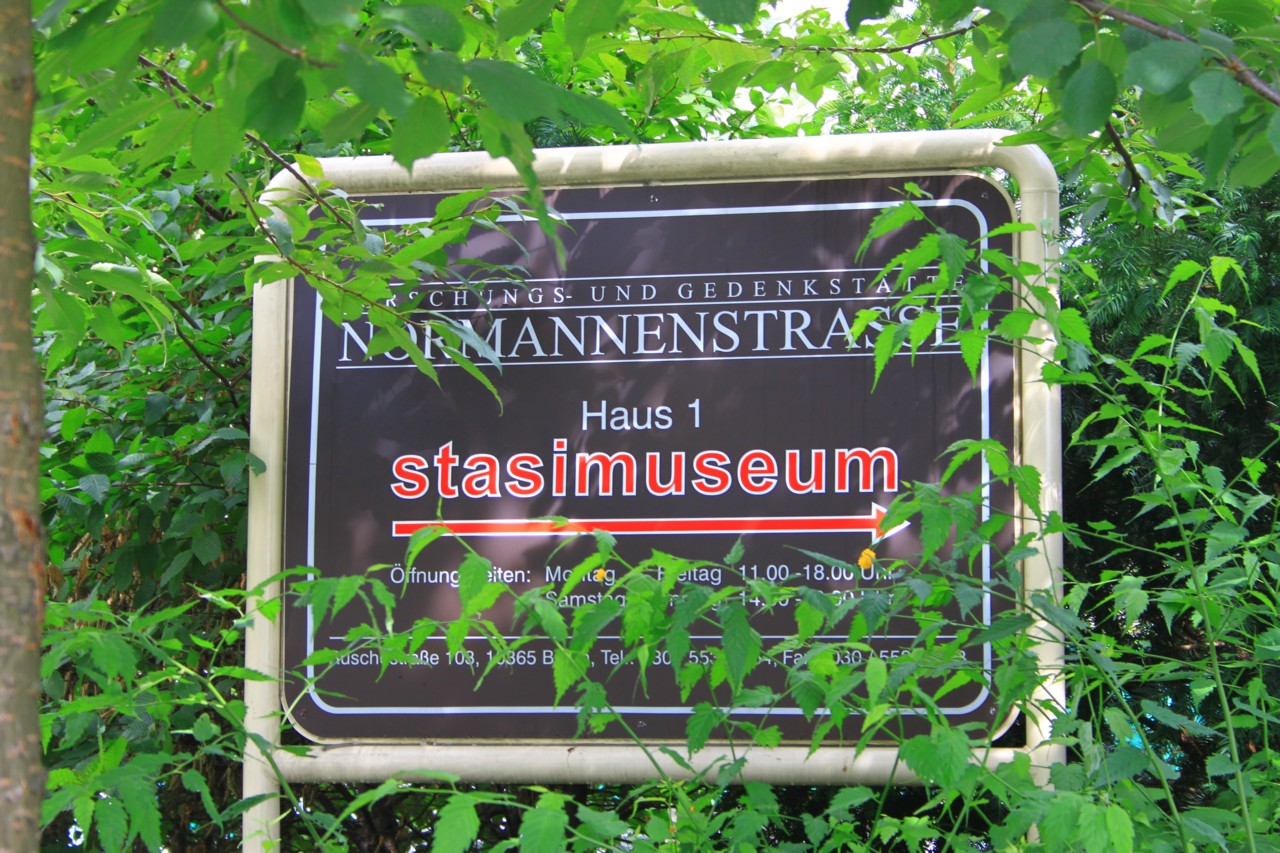
Indicazione ingresso museo
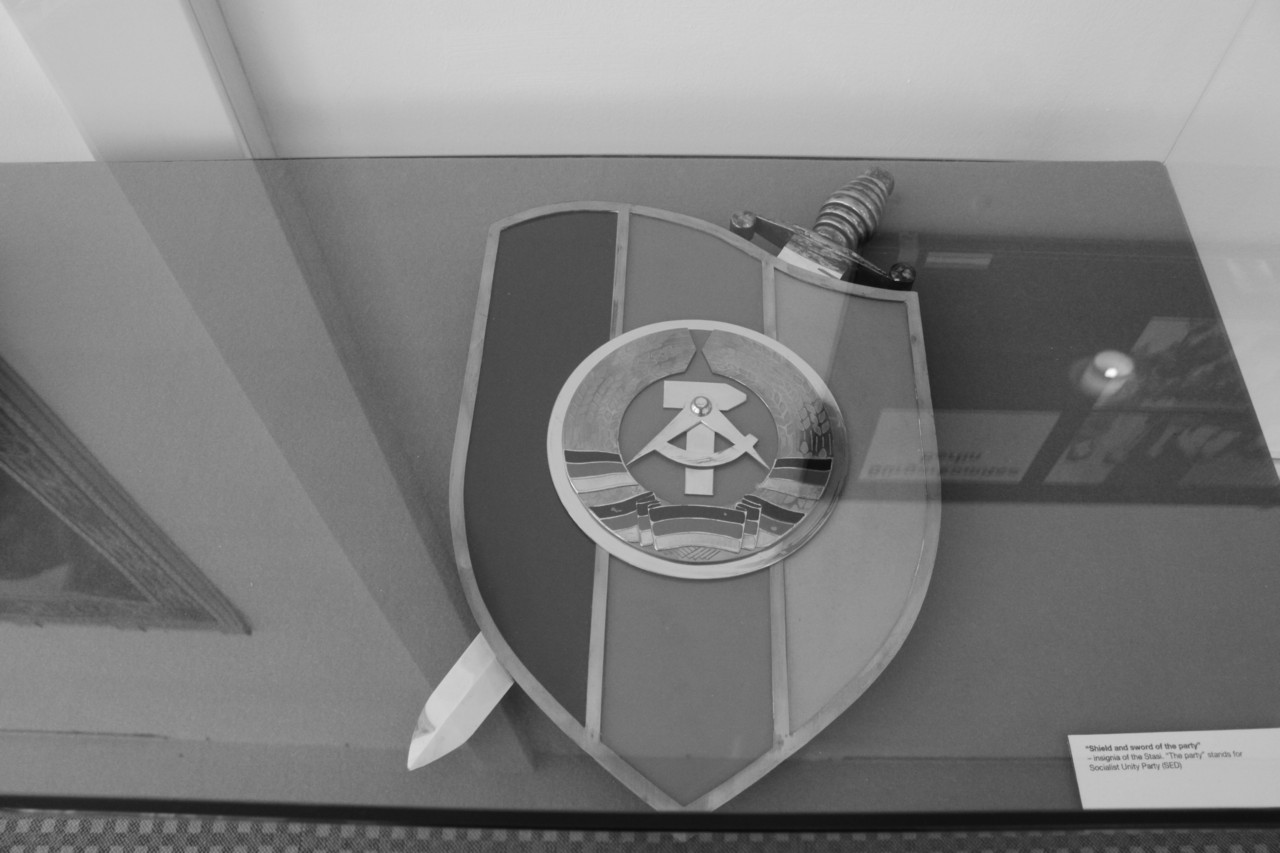
Lo scudo e la spada simboli della Stasi
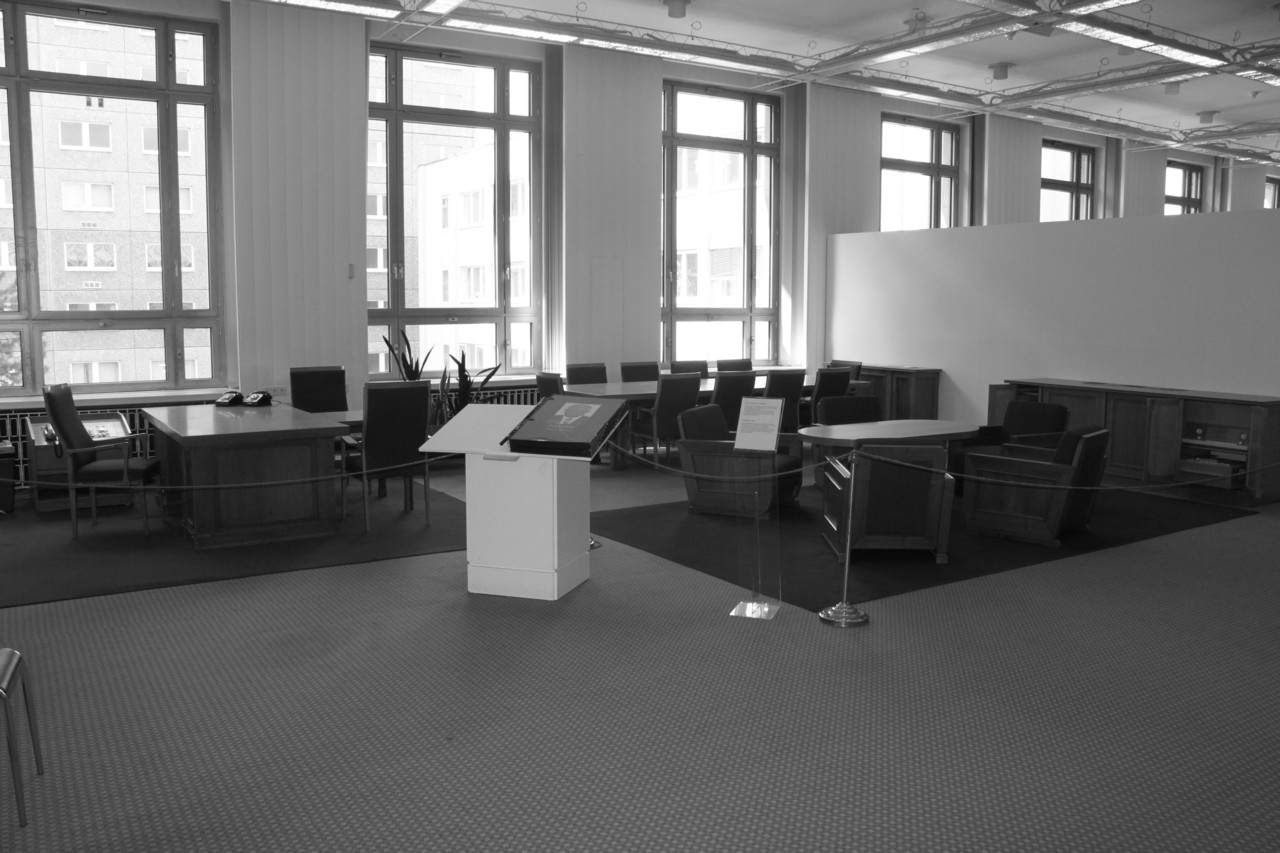
Ricostruzione dello studio di Erich Mielke
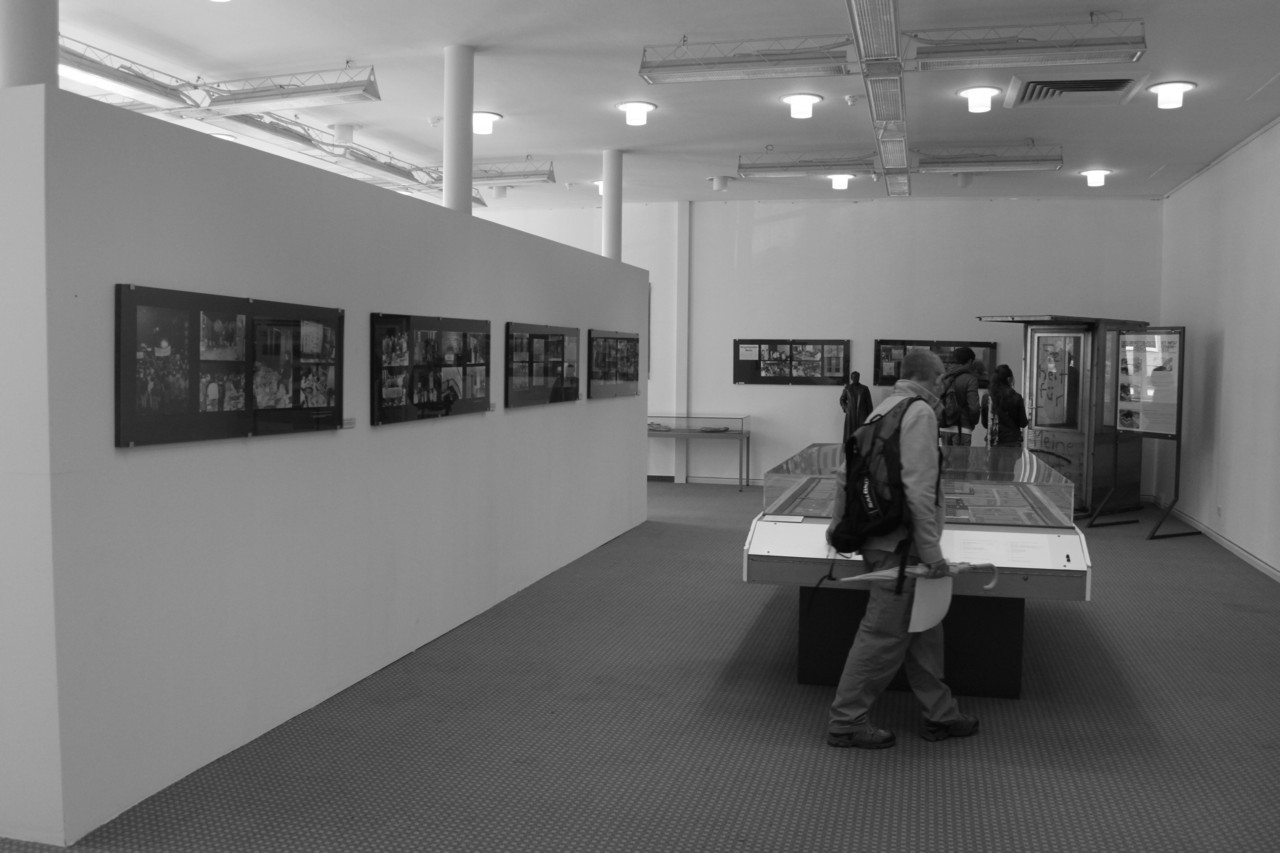
Pianterreno del museo
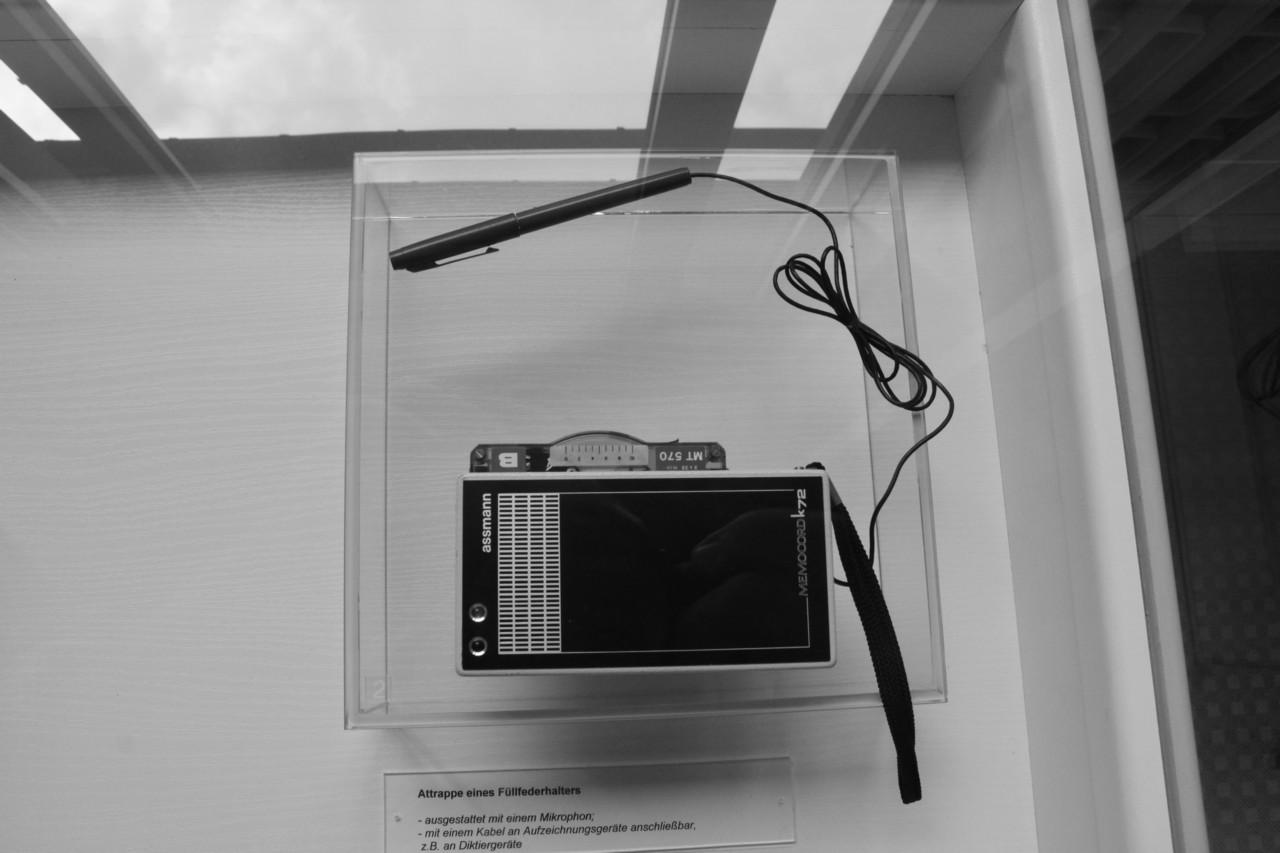
Radiolina con ricetrasmisttente
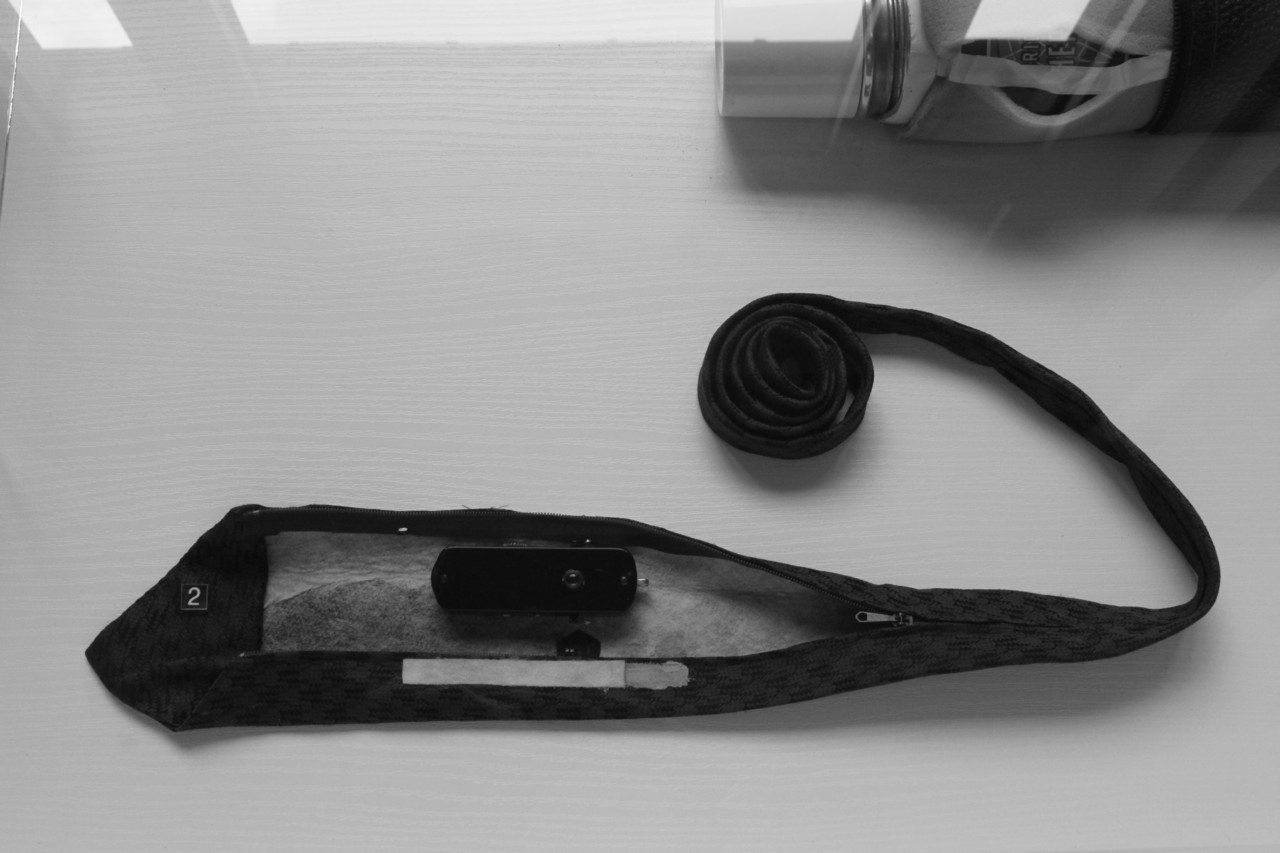
Ricetrasmittente nascosta in una cravatta
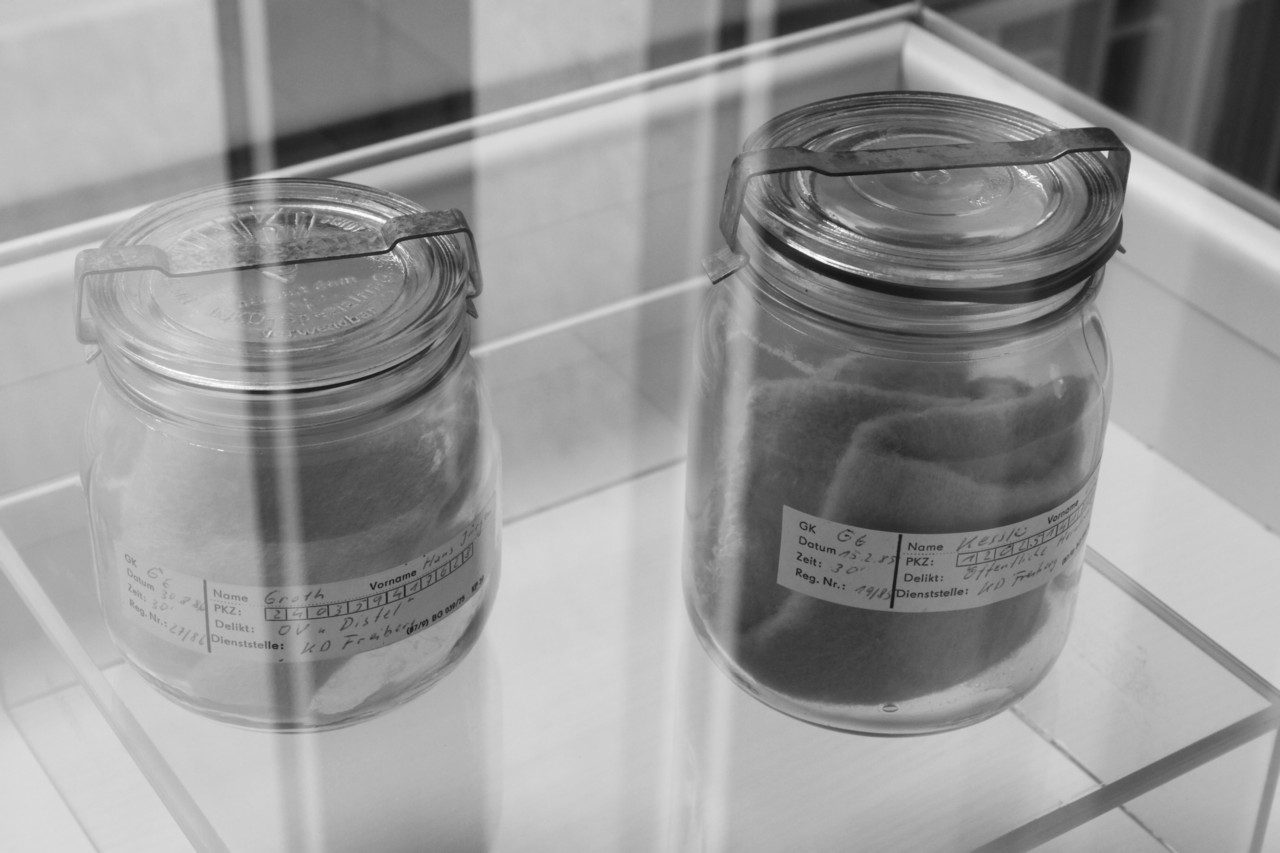
Reperti olfattivi
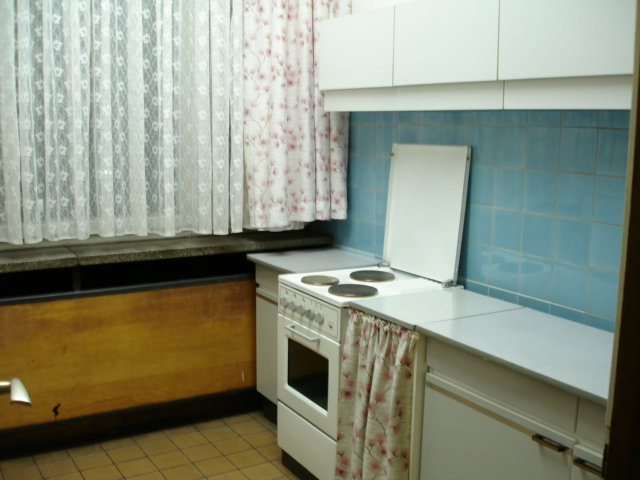
Cucina
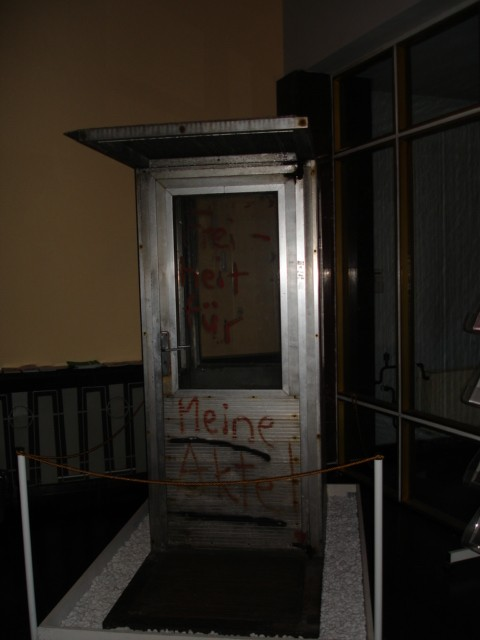
Gabbiotti di sorveglianza
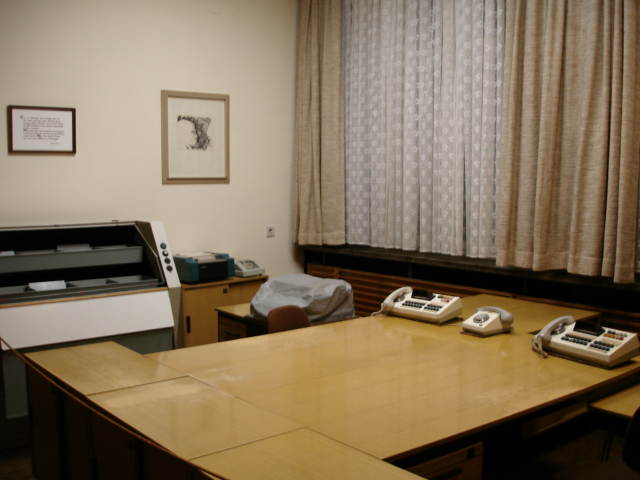
Segreteria
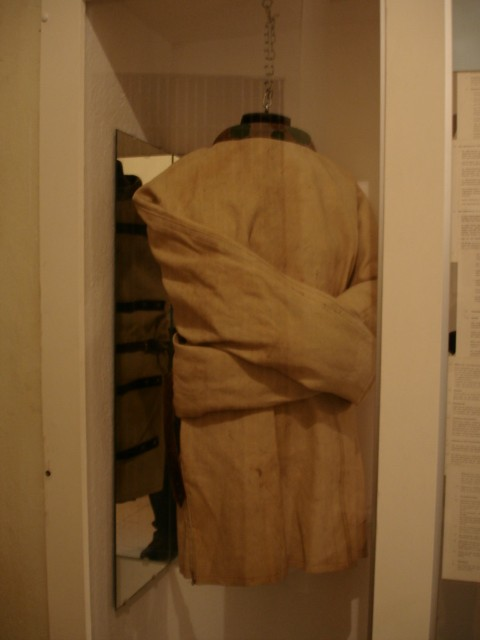
Prigione